# Polystachya abbreviata
Polystachya abbreviata är en orkidéart som beskrevs av Heinrich Gustav Reichenbach. Polystachya abbreviata ingår i släktet Polystachya och familjen orkidéer. Inga underarter finns listade i Catalogue of Life.